# تشاك نوريس
وُلِدَ كارلوس راي «تشاك» نوريس في العاشر من شهر مارس عام 1940. وهو فنان أمريكي مُتَدِرِّب على الفنون القتالية، وممثل، وشخصية إعلامية. بعد أن أنهى عمله في القوات الجوية الأمريكية، بدأ شهرته كلاعب فنون قتالية، ومن ثم قام بتأسيس مدرسته الخاصة وأسماها تشان كوك دو. ظهر نوريس في عدد من الأفلام البوليسية مثل: طريق التنين بالمشاركة مع بروس لي، وكان قائد فريق المدفع في الثمانينيات. ثم لعب دور البطولة في المسلسل التلفزيوني ووكر، حارس تكساس من عام 1993 حتي عام 2001. ونتيجة لصورته «كرجل قوي»، بدأت ظاهرة على الإنترنت بدأت في عام 2005 تعرف باسم حقائق تشاك نوريس. وتقوم هذه الظاهرة بنسب العديد من البطولات الغريبة لنوريس. حيث يقال عنه أنه أقوى رجل في العالم وذلك بالطبع ليس صحيحاً بل للتسلية فقط -انظر إلى http://www.chucknorrisfacts.com/ نسخة محفوظة 12 مايو 2007 على موقع واي باك مشين.
يُدين نوريس بالمسيحية، وهو متدين جداً وسياسي محافظ. فقد كتب العديد من الكتب عن المسيحية، وتبرَّع لعدد من المرشحين الجمهوريين وقضاياهم. وفي عامي 2007 و2008، قام نوريس بحملة لحاكم أركانساس السابق، مايك هاكابي، الذي كان مُرَشَّح الحزب الجمهوري للرئاسة في عام 2008. كما يكتب نوريس عموداً لموقع المحافظين ورلدنتديلي. وذكر نوريس أنه حالياً يؤيد عضو الحزب الجمهوري في الكونغرس، رون بول.

## النشأة
وُلِدَ نوريس في مدينة رايان، بولاية أوكلاهوما. وهو ابن ويلما (née Scarberry) وراي نوريس، الذي كان يعمل ميكانيكي، وسائق حافلات وشاحنات. كان جد نوريس من الأب (مهاجر)، وجدته من الأم من أصل آيرلندي، في حين أن جدته من الأب وجده من الأم من أصل شيروكي أمريكي. وسمي نوريس على اسم كارلوس بيري، وزير والده. ولديه أخوين أصغر منه سناً، ويلاند (متوفى)، وهارون (منتج أفلام). انفصل والدي نوريس عندما كان عمره ستة عشر عاماً. ثم انتقل إلى قرية برايري، كانساس، ثم إلى تورانس، بولاية كاليفورنيا مع والدته وأخوته. يصف نوريس طفولته بأنها كانت متشائمة، حيث كان لا يلعب الرياضة خجولاً متوسطاً في دراسته. وكان الأطفال الآخرون يسخرون منه بسبب أعراقه المختلطة، وكان نوريس يحلم كل يوم بالانتقام منهم. وذكر نوريس في سيرته الذاتية أن والده كان يعاني من مشكلة خطيرة للغاية مع الشرب. واعترف نوريس بأنه أحب والده، ولكنه لم يكن يحبه. حيث قال أنه كان يشعر بالشفقة تجاه هذا الرجل الذي افتقده كثيراً.
انضم نوريس إلى القوات الجوية الأمريكية باعتباره شرطي طيار في عام 1958، وأُرسل إلى قاعدة أوسان الجوية، في كوريا الجنوبية. حصل نوريس على لقب تشاك المستعار، وبدأ مسيرته التدريبية في تانغ سو دو (tangsudo)، وحصل على العديد من الأحزمة السوداء في هذا الفن، ومن ثم تأسس نموذج كوك تشون دو («الطريق العالمي»). كما أسس الجمعيات التعليمية واتحاد فنون القتال المتحد و«كيكستارت» (المعروفة سابقاً باسم «التخلص من المخدرات داخل أمريكا»)، وهي مدرسة إعدادية ومدرسة ثانوية تقوم على أساس برنامج يهدف إلى التركيز على الأطفال المعرضين للخطر وحياتهم من خلال الفنون القتالية. وعندما عاد إلى الولايات المتحدة، ظل يعمل كضابط طيار في قاعدة مارش للقوات الجوية بولاية كاليفورنيا. وتقاعد نوريس في أغسطس عام 1962. ثم عمل لحساب شركة نورثروب، وافتتح سلسلة من مدارس الكاراتيه التي تدرب فيها تشاد ماكوين، ابن ستيف ماكوين.

## شهرته

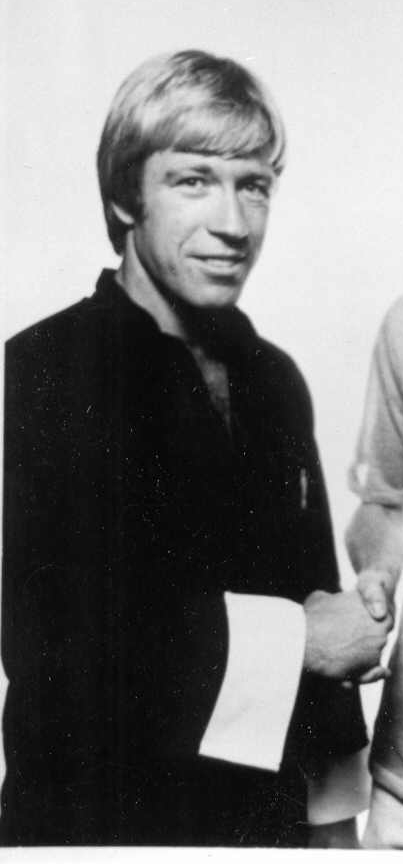
نوريس في عام 1976.

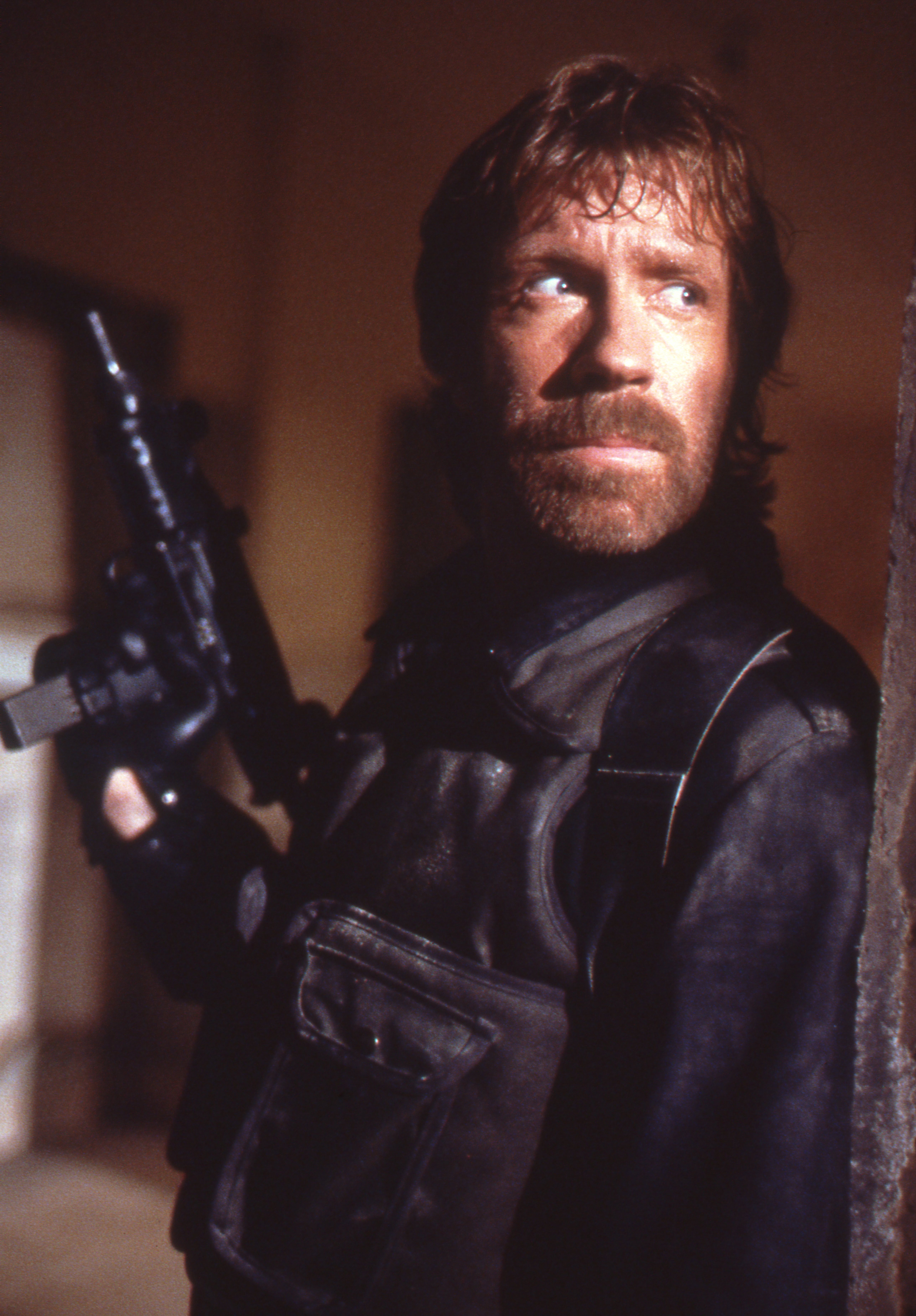
نوريس في فيلمه الشهير "ذا دلتا فورس"

خسر نوريس في بطولتيه الأولتين، وأسقط قرارات جو لويس، وألين ستين وثلاث مباريات في البطولات الدولية للكاراتيه لتوني تولينرز. وبحلول عام 1967، تطور نوريس بما يكفي للانتصار على لويس، وسكيبر مولينز، وأرنولد أوركيدز، وفيكتور مور، ورون مارشيني، وستيف ساندرز. وفي مطلع عام 1968، تعرض نوريس للخسارة العاشرة والأخيرة في حياته المهنية، حيث فاز عليه لويس دلغادو. وفي 24 نوفمبر 1968، ثأر نوريس لهزيمته من دلغادو، وفاز بلقب بطل الوزن المتوسط للكاراتيه، الذي حافظ عليه لمدة ست سنوات متتالية. وفي عام 1969، فاز نوريس بالتاج الثلاثي للكاراتيه في البطولة، بالإضافة إلى جائزة أفضل مقاتل للعام من مجلة الحزام الأسود.
وفي عام 1969، ظهر نوريس لأول مرة في السينيما من خلال فيلم لدين مارتن بعنوان طاقم التحطيم.
وفي عام 1970، قُتل شقيقه الأصغر ويلاند في فيتنام. وقام نوريس بتكريس أفلامه المفقود في الحرب لذكرى أخيه. وخلال مظاهرة للفنون القتالية في لونغ بيتش، التقى نوريس مع بروس لي الذي سرعان ما أصبح أشهر لاعب فنون قتالية. وفي عام 1972، لعب نوريس المقاتل المهاجم لبروس لي في فيلم طريق التنين (واسمه عودة التنين في توزيعات الولايات المتحدة)، والذي مهد له طريق النجاح. وفي آسيا، ما زال نوريس معروفاً بهذا الدور. وفي عام 1974، شجعه ماكوين للبدأ في حضور دروس في التمثيل في ام جي ام. وتقاعد تشاك نوريس بعد أن سجَّل في الكاراتيه 183-10-2.
كان أول دور بطولة لنوريس في عام 1977، في فيلم الكاسر! أثبت فيلم الكاسر!، وغيرها من الأفلام مثل الطيبون يرتدون ملابس سوداء (1978)، ووالمثمن (1980)، والعين بالعين (1981)، ولون وولف ماكواد زيادة التمويل المصرفي في شباك التذاكر. وفي عام 1984، لعب نوريس دور البطولة في فيلم مفقود في الحرب، وهو أول جزء من سلسلة أفلام تدور حول إنقاذ سجناء حرب فيتنام. وأنتجها أبناء عمومة الإسرائيليين مناحم جولان، ويورام غلوبوس وأصدرته شركة كانون للأفلام. وخلافاً لما ورد في التقارير، قال نوريس أنه لم يُعرض عليه أبداً دور المدرب كبرى كاي دوجو في فيلم طفل الكاراتيه
وعلى مدى السنوات الأربع المقبلة، أصبح نوريس أبرز نجوم شركة كانون، حيث ظهر في ثمانية أفلام، بما في ذلك قانون الصمت، وقوة دلتا، والنار المتنقلة، الذي شارك فيه مع لويس جوسيت، الإبن الحائزة على جائزة أوسكار. أنتج هارون، شقيق نوريس، العديد من هذه الأفلام، بالإضافة إلى عدة حلقات من مسلسل ووكر، حارس تكساس. وفي عام 1986، شارك في إنتاج فيلم الرسوم المتحركة Kommandos.
ويقال أن نوريس قد صنع تاريخاً كبيراً في عام 1997، حيث كان أول غربي في التاريخ الموثق للتايكوندو يحصل على المرتبة الثامنة من الحزام الأسودر. ومع ذلك، فاز اثنين على الاقل من خارج الولايات المتحدة بالأحزمة السوداء (تشارلز 'تشاك' سيريف، وإدوارد سيل. وفي 1 يوليو 2000، حصل نوريس على جائزة الإنجاز الذهبي من قبل الإتحاد العالمي للكاراتيه.
وفي 28 مارس 2007، منح القائد الجنرال جيمس كونواي نوريس البحرية الفخرية للولايات المتحدة خلال مأدبة عشاء في منزل القائد بواشنطن العاصمة.

## ووكر، حارس تكساس
وفي نهاية الثمانينيات، بدأ نجم شركة كانون للأفلام أن يتلاشى، وبدأ بريق نوريس يذهب معها. وانتقم من دور قوة دلتا لشركة ام جي ام، والتي حصلت على مكتبة شركة كانون بعد إفلاسها. وقام نوريس بالقيام بمزيد من الأفلام المجهولة قبل أن ينتقل إلى التلفزيون. وفي عام 1993، بدأ تصوير مسلسل ووكر، حارس تكساس، الذي استمر لثماني سنوات على شبكة سي بي إس، وقناة هولمارك.
وفي 17 أكتوبر 2005، أصدرت سي بي اس فيلم ليلة الأحد، والكر، حارس تكساس: محاكمة النار. وكان الإنتاج استمراراً لهذه السلسلة، ولم يكن الهدف من السيناريو هو إعادة المسلسل من جديد. وكرر نوريس دوره ككورديل ووكر في الفيلم. ولقد صرح بأنه من المتوقع إصدار مشاريع جديدة من فيلم ووكر، حارس تكساس في المستقبل، إلا أن قناة سي بي إس قد قررت بأن موسم 2006-2007 لن يحتوى على بث المسلسل بانتظام

## حلف المقاتلين العالمي
أسس نوريس في عام 2005 حلف المقاتلين العالمي، وهي مسابقة قائمة على الفنون القتالية. يأتي كل فريق من دولة مختلفة (ويتكون من 5 رجال وامرأة)، ويهدف الحلف إلى النمو في جميع المدن في الولايات المتحدة، وأن تحتوى على الاتحادات الأوروبية والآسيوية.
وتم تخصيص جزء من العائدات العالمية لحلف المقاتلين العالمي لدعم منظمة كيكستارت الخيرية التي أسسها نوريس..

## حياته الشخصية
تزوج نوريس من ديان هوليتشيك في عام 1958. وأنجبوا طفلهم الأول في عام 1963، وأسموه مايك. وأنجبوا طفلتهم دينا في عام 1964 من امرأة لم يتزوجها. ثم أنجب ابنه الثاني إريك من زوجته في عام 1965. وبعد مرور 30 عام من الزواج، انفصل نوريس وهولتشيك في عام 1988.
وفي نوفمبر 1998، تزوج من عارضة الأزياء السابقة جينا أوكلاي، التي ولدت في عام 1963. كان لأوكلاي طفلين من زواج سابق. حيث أنجبت توأم في عام 2001: داكوتا آلان نوريس ودانيلي كيلي نوريس.
وفي 22 سبتمبر 2004، قال نوريس لماري هارت من جريدة انترتينمنت تونايت أن ابنته دينا كانت نتيجة علاقة غير زوجية. قال أنه لم يقابلها حتى أصبحت في سن ال26، على الرغم من انها علمت أنه والدها عندما كان عمرها 16 سنة.   ثم أرسلت إلى منزله تبلغه بعلاقتهما.   وبعد مقابلتها، قال انه عرفها عند رؤيتها فوراً. 
كتب نوريس عدة كتب مسيحية مثل أصحاب العدل. كما ظهر في إعلانات تلفزيونية قليلة تحث على دراسة الكتاب المقدس والصلاة في المدارس العامة، بالإضافة إلى جهوده الرامية إلى الحد من تعاطي المخدرات. وفي عام 2006، بدأ يكتب عمودا لموقع المحافظين ورلدنتديلي، حيث تحدث عن «تأملاته حول الإيمان، والأسرة، والحرية، والبلد، والولاء -- بالإضافة إلى الملاكمة». وفي مقالاته، أعرب عن اعتقاده في نظرية الخلق في الكتاب المقدس،  وأن على من يعاني من مشاكل الرجوع إلى يسوع، وقال أن «الوطنيون الصادقون» لا يمكنهم الكف عن مناقشة الدين والسياسة.
عمل نوريس في مجلس إدارة المجلس الوطني للكتاب المقدس والمناهج الدراسية في المدارس العامة، وهي منظمة تعمل على تشجيع استخدام الكتاب المقدس في المدارس العامة، وتتحدث أيضاً بالنيابة عن منظمات تدعو إلى استخدام الصلاة الرسمية في المدارس العامة.
حصل نوريس على الحزام البني في جيو جيتسو البرازيلية من عائلة ماتشادو.

## وجهات النظر السياسية
ينتمى نوريس إلى الحزب الجمهوري، وغالباً ما يدافع عن آراء الحزب. وتبرع نوريس بأكثر من 32,000 دولار لمرشحي الحزب الجمهوري ومنظماته منذ عام 1988. وفي 26 يناير 2007، عمل نوريس في شون هانيتي كمشارك ضيف لبرنامج نقاشي على قناة فوكس نيوز مع ألان كولمز.
دعم تشاك نوريس حقوق امتلاك البنادق، وهو ضد الشذوذ الجنسي في المدارس العامة. وهو لا يؤمن بالتطور ويؤيد التصميم الذكي. 
وفي يوم 22 أكتوبر 2007، أعلن نوريس تأييده لحاكم اركانساس مايك هوكابي في الانتخابات الرئاسية. وقال نوريس: «أعتقد أن الشخص الوحيد الذي لديه كل الخصائص المناسبة لقيادة أميركا إلى الأمام في المستقبل هو حاكم ولاية أركنسو السابق، مايك هاكابي.» 
وفي 10 مايو 2008، أصبح نوريس المتكلم الأول بجامعة ليبرتي واحتفالها بتخريج دفعة جديدة لأكثر من 4,000 طالب.
وبعد الانتخابات الرئاسية لعام 2008، صاغ نوريس رسالة إلى الرئيس المنتخب باراك أوباما، مشيرا إلى أنه «ينبغي أن يستخدم ويستشهد بالدستور... وحماية حياة الأميركيين... والتعلم من أخطاء من سبقوكك... والتقدم إلى الأمام».
وفي 18 نوفمبر 2008، أصبح نوريس واحداً من أعضاء الأعمال التجارية لتأييد الاقتراح الثامن لكاليفورنيا لحظر زواج المثليين، وانتقد بشدة المجتمع مثلي الجنس و«تدخله» في العملية الديمقراطية، وانتقاد كنيسة المورمون دون انتقاد الأميركيين الأفارقة، الذين صوتوا لصالح هذا الإجراء.

## تشون كوك دو
أسس نوريس فن كوك تشون دو القتالي، الذي يستند إلى التانغ سو دو، وتضم عناصر من جميع الأساليب القتالية التي يعرفها. ومثل كثير من الفنون القتالية، تضم تشون كوك دو ميثاق الشرف وقواعد لاستخدامها. ويضم ميثاق الشرف:
1. سوف أُطور نفسي إلى أقصى حد ممكن وفي جميع الطرق.
2. سوف أنسى الأخطاء الماضية، وأحقق إنجازات أكبر.
3. وسوف أعمل بشكل متواصل على تطوير الحب والسعادة والولاء في عائلتي.
4. سأبحث عن الخير في كل الناس وأجعلهم يشعرون بالاهتمام.
5. إذا لم يكن لدي شيء جيد أقوله عن شخص ما، لن أقول شيئا.
6. سوف أكون دائماً متحمساً لنجاح الآخرين، كما أنا متحمس لنجاحي.
7. سوف أحافظ على الانفتاح العقلي.
8. سأحافظ على احترام من هم في السلطة، وإظهار هذا الاحترام في جميع الأوقات.
9. سأظل دائما مطيع لله، ولبلدي، ولأسرتي وأصدقائي.
10. سوف أظل محافظا على هدفي طوال حياتي، لأن هذا موقف إيجابي سيساعد عائلتي وبلدي ونفسي.

## سجل قتال
يقدر سجله وفقاً لمباريات البطولة بـ 183-10-2، وإن كانت بعض المصادر تقول بأنها 65-5. فاز نوريس بـ30 بطولة أو أكثر، حيث كان يهزم خمسة أشخاص في المتوسط في البطولة الواحدة. وفي بطولات نيويورك، كان يهزم 12-13 خصم في البطولة.
| - 1963 : بطولة الجودو ال15 للقوات الجوية، قاعدة فيرتشايلد الجوية، سبوكان، واشنطن، 22-23 مارس. - 1964 : هزمه خصم مجهول في دورة سولت لايك سيتي (أول مرة). - 1964 : هزمه منافس مجهول في الدور نصف النهائي من دورة سولت لايك سيتي. - 1964 : هزمه منافس مجهول في نهائيات كأس العالم في دورة سولت لايك سيتي. - 1964 : هزمه رون مارشيني في نهائيات كأس العالم في كوبوتا تاك، في مباراة كل النجوم في لوس انجلس، كاليفورنيا بمقدار نصف نقطة. - 1965 : هزم توني تولينرز في تاكايوكي كوبوتا، في بطولة كل النجوم في لوس انجلس، بكاليفورنيا. - 1965 : هزم توني تولنرز - 1965 : هزمه توني تولنرز - 1965 : هزمه جو لويس. - 1965 : هزمه رون مارشيني في البطولة الكبرى للمواطنين الشتوية في سان خوسيه، كاليفورنيا. - 1966 : هزمه ألن شتين في بطولة لونغ بيتش التي روج لها إد باركر. - 1966 : فاز بالبطولة الوطنية الشتوية للكاراتيه في سان خوسيه، بكاليفورنيا التي روج لها جيم ماثر. - 1966 : هزمه سكيبر مولينز. - 1966 : هزمه جو لويس في المباراة النهائية لدوري الأبطال في مدينة نيويورك. - 1966 : فاز ببطولة كل النجوم في دورة لوس انجلس، بكاليفورنيا. - 1966 : هزمه سكيبر مولينز. - 1967 : فاز ببطولة تانغ سو دو الاميركية في ستوكتون، بكاليفورنيا. - 1967 : هزم معارضيه ال11 في المباريات النهائية في جميع البطولات الأمريكية للكاراتيه في حديقة ماديسون سكوير في مدينة نيويورك. - 1967 : هزم هيروشي ناكامورا (اليابان) في الدور نصف النهائي لجميع البطولات الأمريكية للكاراتيه في نيويورك بفاصل 12-1 نقطة. - 1967 : هزم جو لويس في البطولة الكبرى في جميع البطولات الأمريكية للكاراتيه في نيويورك. - 1967 : فاز بلقب كأس العالم للكاراتيه للوزن المتوسط في لونغ بيتش، بكاليفورنيا - 1967 : هزم سكيبر مولينز. - 1967 : هزم معارضيه الـ11 في مباريات المسابقات الدولية في 12 أغسطس 1967. - 1967 : هزم كارلوس بوندو في بطولة جراند الدولية في 12 أغسطس 1967. | - 1967 : هزم جو لويس بفارق نقطة واحدة في بطولة غراند الدولية في 12 أغسطس 1967. - 1967 : فاز بجميع البطولات الأميركية للكاراتيه التي روج لها هنري تشو. - 1967 : فاز ببطولة تانغ سو دو في سيلفر سبرينغ بولاية ماريلاند. - 1967 : هزمه ماركوس سولار في بطولة كيني وانج. - 1967 : هزم سكيبر مولينز. - 1967 : هزم سكيبر مولينز. - 1967 : هزم جو لويس. - 1967 : هزم أرنولد أوركيدز. - 1967 : هزم فيكتور مور. - 1967 : هزم ستيف ساندرز. - 1967 : فاز بجمبع البطولات الاميركية للكاراتيه. - 1968 : هزم فريدرين في بطولة دالاس. (كسرت أنف نوريس) - 1968 : هزم سكيبر مولينز في الدور نصف النهائي لبطولة دالاس.)كان نوريس يلعب وأنفه مكسور). - 1968 : هزمه جو لويس في المباراة النهائية لبطولة دالاس التي روج لها ألين شتين. كان نوريس يلعب وأنفه مكسور). - 1968 : هزمه جيم بوتين في المباراة الافتتاحية لبطولة في سيلفر سبرينغ بولاية ميريلاند. - 1968 : هزم سكيبر مولينز في لونغ بيتش، كاليفورنيا. - 1968 : فاز في مسابقات دولية (دالاس، تكساس). - 1968 : هزم لويس دلغادو. - 1968 : هزمه لويس ديلغادو في بطولة الساحل الغرب مقابل الساحل الشرقي. - 1968 : هزم تيودور ونغ في بطولة المشرق مقابل الولايات المتحدة في نيويورك. - 1968: هزم لويس ديلغادو في 24 نوفمبر بفارق نقطة، 101 إلى 93، للفوز بلقب الوزن المتوسط العالمي في والدورف استوريا، في نيويورك. (تعرض نوريس لكسر في فكه) - 1968 : تشارك مع جورجشالين على جزيرة الحاكم، في نيويورك. - 1968 : فاز بجميع البطولات الأمريكية للكاراتيه في نيويورك، حيث هزم 13 خصم. - 1968 : فاز في البطولة الوطنية للأبطال في كليفلاند بولاية أوهايو. - 1969 : فاز في مسابقات دولية. - 1970 : فاز ببطولة كل النجوم في لونغ بيتش، كاليفورنيا. - 1970 : هزم منافس مجهول في 17 يناير في الساحة الرياضية بلونغ بيتش في بطولة الولايات المتحدة. أعلن نوريس اعتزاله عقب المباراة. - 1972 : تشارك مع ادامز ويلي في بطولة الولايات المتحدة. |

## حقائق تشاك نوريس
، في أواخر عام 2005، أصبح نوريس موضوع ظاهرة ظهرت على الإنترنت معروفة باسم «حقائق تشاك نوريس»، والتي توثق مآثر بطولية خيالية عن نوريس. وبدأت الظاهرة من قبل صانع حقائق "فين ديزل، وتم إنشاؤها كمنتج، وكثيراً ما تستخدم نفس الوقائع التي نسبتها لفين ديزل. وأصبحت حقائق تشاك نوريس مشهورة، بل أكثر من حقائق فين ديزل الأصلية. وكتب نوريس رده الخاص على موقعه على الإنترنت، مشيرا إلى أن تلك الحقائق المزعومة لم تهينه، وهو يجد بعضها مضحكاً.
وفي 29 نوفمبر 2007، أصدرت شركة جوثام الكتب كتاب بعنوان الحقيقة حول تشاك نوريس: 400 حقيقة عالمية لأعظم إنسان استنادا ًإلى حقائق تشاك نوريس. ورفع نوريس دعوى قضائية في شهر ديسمبر ضد شركة البطريق لتعديها على العلامات التجارية، والإثراء غير المشروع، وحقوق الخصوصية." 

## قائمة أفلام نوريس
- القبعات الخضراء (1968)، قام بدور لاعب فنون قتالية
- طاقم التحطيم (1969)
- طريق التنين (1972)
- معلمو الطلاب (1973)
- مذبحة في سان فرانسيسكو (1974)
- المحارب الضمنى (1976) (وثائقي)
- بروس لي، الأسطورة (1977) (وثائقي)
- الكاسر!  الكاسر! (1977)
- الطيبون يرتدون ملابس سوداء (1977)
- قوة واحدة (1979)
- المثمن (1980)
- العين بالعين (1981)
- الغضب الصامت (1982)
- الثأر (1982)
- لون وولف ماكواد (1983)
- المفقودون في الحرب (1984)
- ميسنغ إن أكشن 2 (1985)
- شفرة الصمت (1985)
- غزو الولايات المتحدة الأمريكية (1985)
- قوة دلتا (1986)
- ' النار المتجولة (1986)
- كاراتيه كومودوس (1986)، عرض من الرسوم المتحركة للأطفال، ويظهر تشاك نوريس بنفصه ليكشف عن الحلقة والأخلاقيات الواردة فيها.
- ميسنغ إن أكشن 3 (1988)
- البطل والإرهاب (1988)
- ذا دلتا فورس 2 (1990)
- القاتل (1991)
- Sidekicks (1992)
- Hellbound (1994)
- الكلب الأول (1995)
- محارب الغابة (1996)
- حرب لوغان: الالتزام بالشرف (1998) (فيلم تلفزيوني)
- رجل الرئيس (2000) جوشوا
- رجل الرئيس الجزء الثاني: خط في الرمال (2002) جوشوا
- أجراس البراءة (2003)
- كرة المناورة: قصة مستضعف حقيقية (2004)
- المنافس (2005)
- القاطع (2005)

## قراءات أخرى
- القوة السرية الداخلية: حلول زن للمشاكل الحقيقية، زن البوذية وفنون الدفاع عن النفس. Boston: Little, Brown and Company, 1954. ردمك 0-316-58350-2.
- ضد كل الغرائب: قصتي، سيرة ذاتية. برودمان وهولمان للنشر (2004). ردمك 0-8054-3161-6.
- راكبو العدالة، روايات البرية الغربية. برودمان وهولمان للنشر (2006). ردمك 0-8054-4032-1.
- نوريس، تشاك. بطولة الحزام الأسود: كيف يمكن إيقاظ أميركا، ريجنري للنشر (2008). الرقم الدولي المعياري للكتاب 978-0802085535.

## وصلات خارجية
- الموقع الرسمي
- تشاك نوريس على موقع IMDb (الإنجليزية)
- تشاك نوريس على موقع روتن توميتوز (الإنجليزية)
- تشاك نوريس على موقع مونزينجر (الألمانية)
- تشاك نوريس على موقع ألو سيني (الفرنسية)
- تشاك نوريس على موقع ميوزك برينز (الإنجليزية)
- تشاك نوريس على موقع تيرنر كلاسيك موفيز (الإنجليزية)
- تشاك نوريس على موقع أول موفي (الإنجليزية)
- تشاك نوريس على موقع بوكس أوفيس موجو (الإنجليزية)
- تشاك نوريس على موقع قاعدة بيانات الأفلام السويدية (السويدية)
- تشاك نوريس على موقع إن إن دي بي (الإنجليزية)
- الموقع الرسمي للشون كوك دوموقع
- أرشيف أعمدة تشاك نوريس في ورلدنتديلي
- موقع مشاهير الشعب -- بضعة أفلام تشاك نوريس
- مقابلة صوتية مع ناشيونال ريفيو أون لاين
- إدراج اسم تشاك في Maxim.com بالمجلس الأعلى عام 2007 نسخة محفوظة 22 يناير 2009 على موقع واي باك مشين.